# Azara celastrina
Azara celastrina là một loài thực vật có hoa trong họ Liễu. Loài này được D. Don mô tả khoa học đầu tiên năm 1830.